# Babarc
Babarc (deutsch Bawarz, kroatisch Babrac) ist eine ungarische Gemeinde im Kreis Bóly im Komitat Baranya.

## Lage und Umgebung
Babarc liegt im südlichen Ungarn in einem Tal des Branauer Hügellandes an dem kleinen Fluss Borza-patak. Größere Orte in der Umgebung sind Bóly und Mohács.
Pécs (Fünfkirchen) ist der nächste größere Ort mit Universität.
Die Grenzen nach Kroatien und Serbien sind ebenfalls nur etwa 30 km entfernt.

## Geschichte
Bei Babarc gefundene Bodendenkmäler weisen auf eine spätrömische Besiedlung hin.
Babarc wurde 1015 erstmals urkundlich erwähnt.
Vom 18. bis 20. Jahrhundert war Babarc überwiegend deutschstämmig und -sprachig, weil die Gemeinde von Donauschwaben besiedelt war.

## Gemeindepartnerschaften
- Willingshausen-Loshausen,  Deutschland
- Hart bei Graz, Österreich

## Sehenswürdigkeiten
- Reformierte Kirche, erbaut 1832
- Römisch-katholische Kirche Szent István király, erbaut 1807
- Standbild des Heiligen Florian (Szent Flórián szobra)
- Traditionelle Bauernhäuser (parasztházak)
- Weltkriegsdenkmal (Világháborús emlékmű)

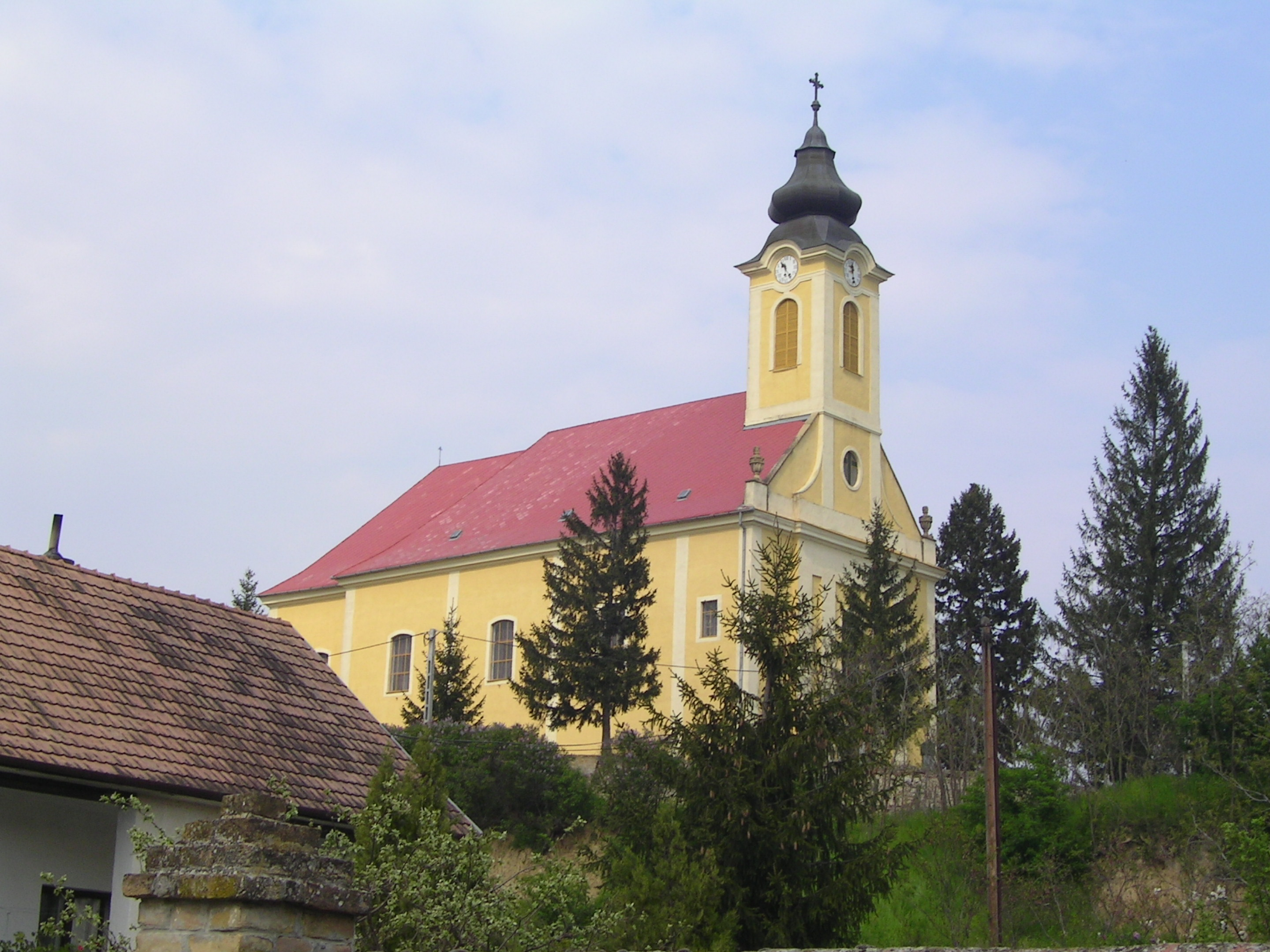
Röm.-kath. Kirche Szent István király

## Verkehr
Durch Babarc verläuft die Nebenstraße Nr. 56113, ein Kilometer südlich der Gemeinde die Hauptstraße Nr. 57. Der nächstgelegene Bahnhof befindet sich ungefähr 15 Kilometer östlich in Mohács.